# جبون بورني ذو اللحية البيضاء
جبون بورني ذو اللحية البيضاء هو نوع من عائلة الجبون يعيش في جزيرة بورنيو.